# Madagena limula
Madagena limula är en insektsart som beskrevs av Young 1986. Madagena limula ingår i släktet Madagena och familjen dvärgstritar. Inga underarter finns listade i Catalogue of Life.